# Lucio Massari
Lucio Massari (Bologna, 22 gennaio 1569 – Bologna, 3 novembre 1633) è stato un pittore italiano.

## Biografia

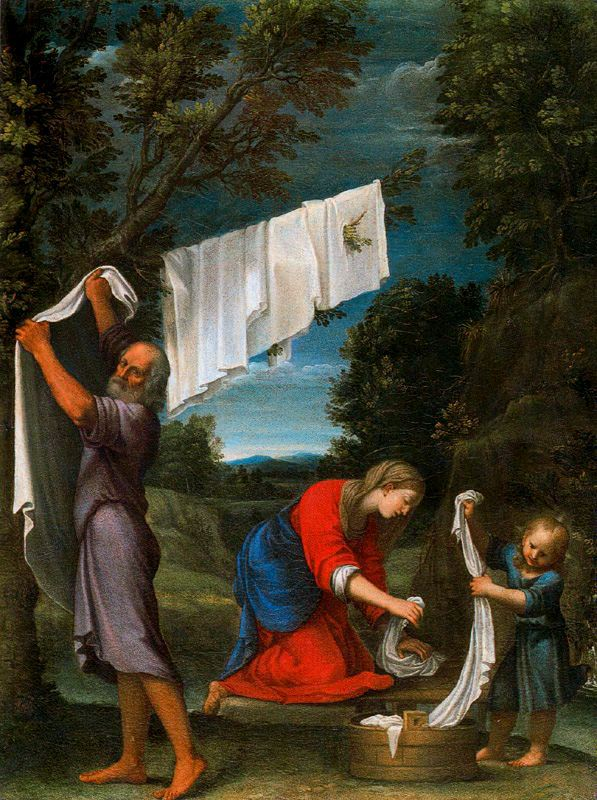
La sacra famiglia

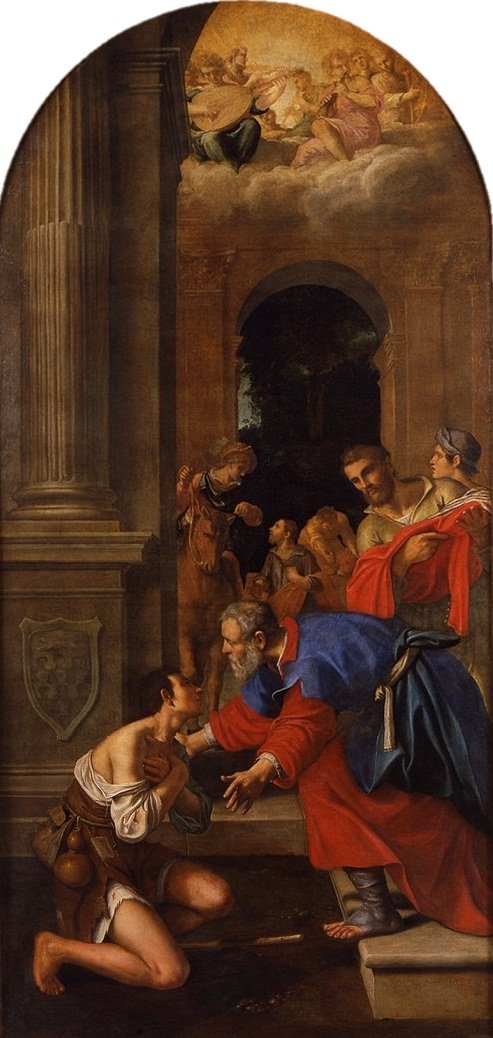
Il ritorno del figliol prodigo, alla Pinacoteca nazionale di Bologna

Fu allievo di Bartolomeo Passarotti, dal quale prese inizialmente lo stile manieristico ma guardò anche al classicista Bartolomeo Cesi. Alla morte del Passarotti, avvenuta nel 1592, entra, a Bologna, nell'Accademia degli Incamminati dei Carracci e viene influenzato dal preciso trattamento dello spazio e delle forme di Annibale Carracci, come mostra il suo affresco Cristo inchiodato alla croce del 1600, nell'Oratorio di San Colombano, a Bologna, di chiarezza compositiva neo-quattrocentesca, mentre la pala della Madonna e santi, del 1603, nella chiesa bolognese di Santa Maria dei Poveri, guarda esplicitamente a Raffaello. 
Nel 1604 è tra i collaboratori di Ludovico Carracci nella decorazione del chiostro di San Michele in Bosco, a Bologna, e si adegua allo stile più severo di Ludovico. 
Del 1607 è la Visitazione della chiesa di Santa Cristina a Bologna, ispirata ad Annibale. Nello stesso anno collabora con Lionello Spada e Francesco Brizio alla decorazione di Palazzo Bonfioli, con affreschi di Storie romane e dell'Oratorio della Trinità a Pieve di Cento. 
È a Roma verso il 1610 e la frequentazione con il Domenichino lo spinge a sviluppare composizioni classicamente composte, con chiaro trattamento spaziale, come il Trionfo di Davide – nella Galleria Pallavicini, a Roma -  e nella decorazione della Cappella delle Reliquie della Certosa del Galluzzo, presso Firenze, ove nel 1612 completa gli affreschi lasciati incompiuti nel 1597 da Bernardino Poccetti: il suo Martirio di san Lorenzo richiama le Storie di san Nilo del Domenichino, dell'Abbazia di San Nilo a Grottaferrata,  mentre la Strage degli Innocenti si rifà all'omonima opera famosa di Guido Reni. 
Nuovamente a Bologna dal 1614, compone Il ritorno del figliol prodigo della Pinacoteca Nazionale di Bologna, la Madonna col Bambino e santi della chiesa dei Serviti a Rimini, il Noli me tangere della chiesa bolognese dei Celestini, la Madonna e santi in quella di San Benedetto fino al San Gaetano nella chiesa di San Bartolomeo, nel 1630, che indicano la sua adesione a un composto e semplice classicismo.

## Altre opere
- Transito di San Giuseppe, Chiesa di San Giovanni Battista Trebbo di Reno (Bologna)
- Sacra Famiglia, Firenze, Uffizi
- Ammone e Tamara, ca 1615, Praga, Museo del Castello
- Deposizione, Boston, Museum of Fine Arts
- Maddalena penitente, Carpi, Museo civico

- Crocefissione e santi, Cento, chiesa di San Pietro
- Santo domenicano, attribuito, Parigi, Louvre
- La probatica piscina, Roma, Pinacoteca Capitolina
- San Luca, Roma, chiesa dei Cappuccini
- Disputa di S.Cirillo, Bologna, oratorio di S.Martino
- Santa Margherita nell’acqua bollente, (1619-1620, olio su tela), Mantova, Chiesa di S.Maurizio
- Cristo Crocifisso con la Madonna, San Giovanni Evangelista, San Francesco d'Assisi, Santa Maria Maddalena, San Carlo Borromeo, San Giovanni battista (1610-1620 ca.), olio su tela, cm 230 x 145, Chiesa di San Pietro, Cento (Fe)
- La Vergine Maria e San Giuseppe, Forlì, Cattedrale di Santa Croce
- Trinità, Pieve di Cento (BO), Chiesa della Santissima Trinità.
- San Girolamo in preghiera, 1600-1633, Museo civico di Modena